# Copa Conmebol 1993
Die Copa Conmebol 1993 war die 2. Ausspielung des südamerikanischen Vereinsfußballwettbewerbs, der mit dem europäischen UEFA-Cup vergleichbar war. Es nahmen wie im Vorjahr 16 Mannschaften teil. Der brasilianische Vertreter Botafogo FR gewann das Finale gegen Peñarol Montevideo.
Torschützenkönig wurde der Brasilianer Sinval vom Sieger Botafogo FR mit acht Treffern.

## 1. Runde
Die Hinspiele fanden bis zum 12., die Rückspiele vom 12. bis 24. August 1992 statt.
|                    | Gesamt          |                           | Hinspiel | Rückspiel |
| ------------------ | --------------- | ------------------------- | -------- | --------- |
| Deportivo Táchira  | 0:2             | FC Caracas                | 0:1      | 0:1       |
| Botafogo FR        | 6:3             | CA Bragantino             | 3:1      | 3:2       |
| Club Sport Emelec  | 3:3 (3:4 i. E.) | Deportivo Sipesa          | 1:0      | 2:3       |
| Atlético Mineiro   | 2:2 (4:2 i. E.) | Fluminense Rio de Janeiro | 2:0      | 0:2       |
| CR Vasco da Gama   | 4:4 (2:4 i. E.) | CSD Colo-Colo             | 2:0      | 2:4       |
| Peñarol Montevideo | 2:1             | Club Atlético Huracán     | 1:0      | 1:1       |
| Sportivo Luqueño   | 3:2             | Deportivo Español         | 1:1      | 2:1       |
| Danubio FC         | 0:2             | CA San Lorenzo de Almagro | 0:0      | 0:2       |

## Viertelfinale
Die Hinspiele fanden vom 22. bis 29. August, die Rückspiele vom 1. bis 5. September 1992 statt.
|                    | Gesamt          |                           | Hinspiel | Rückspiel |
| ------------------ | --------------- | ------------------------- | -------- | --------- |
| FC Caracas         | 0:4             | Botafogo FR               | 0:1      | 0:3       |
| Deportivo Sipesa   | 1:2             | Atlético Mineiro          | 1:1      | 0:1       |
| Peñarol Montevideo | 2:2 (4:2 i. E.) | CSD Colo-Colo             | 2:0      | 0:2       |
| Sportivo Luqueño   | 4:4 (2:4 i. E.) | CA San Lorenzo de Almagro | 3:0      | 1:4       |

## Halbfinale
Die Hinspiele fanden am 8./9., die Rückspiele am 15. September 1992 statt.
|                           | Gesamt          |                    | Hinspiel | Rückspiel |
| ------------------------- | --------------- | ------------------ | -------- | --------- |
| Atlético Mineiro          | 3:4             | Botafogo FR        | 3:1      | 0:3       |
| CA San Lorenzo de Almagro | 2:2 (2:4 i. E.) | Peñarol Montevideo | 0:1      | 2:1       |

## Finale

### Hinspiel
| Peñarol Montevideo                                             | Peñarol Montevideo | Botafogo FR | Botafogo FR |
| -------------------------------------------------------------- | --- | --- | ----------- |
| Peñarol Montevideo                                             | \| 22. September 1993 in Montevideo, Uruguay (Estadio Centenario) \| \| Ergebnis: 1:1 (1:1) \| \| Zuschauer: 20.000 \| \| Schiedsrichter: Juan Francisco Escobar ( Paraguay) \|                                                                                     | \| 22. September 1993 in Montevideo, Uruguay (Estadio Centenario) \| \| Ergebnis: 1:1 (1:1) \| \| Zuschauer: 20.000 \| \| Schiedsrichter: Juan Francisco Escobar ( Paraguay) \| | Botafogo FR |
| Peñarol Montevideo                                             | Gerardo Rabajda – Gustavo da Silva, Nelson Gutiérrez, Enrique De Los Santos, Washington Tais, José Perdomo (Augusto Consani), Danilo Baltierra, Pablo Bengoechea (Gustavo Ferreyra), Gustavo Rehermann, Marcelo Otero, Martín Rodríguez Cheftrainer: Gregorio Pérez | William – Perivaldo, André Santos, Rogério Pinheiro, Clei, China, Fabiano, Eliomar, Aléssio, Sinval, Eliel Cheftrainer: Carlos Alberto                                          | Botafogo FR |
| Peñarol Montevideo                                             | 1:1 Marcelo Otero (36.) | 0:1 Perivaldo (4.) | Botafogo FR |
| 22. September 1993 in Montevideo, Uruguay (Estadio Centenario) | | |             |
| Ergebnis: 1:1 (1:1)                                            | | |             |
| Zuschauer: 20.000                                              | | |             |
| Schiedsrichter: Juan Francisco Escobar ( Paraguay)             | | |             |

### Rückspiel
| Botafogo FR                                                | Botafogo FR | Peñarol Montevideo | Peñarol Montevideo |
| ---------------------------------------------------------- | --- | --- | ------------------ |
| Botafogo FR                                                | \| 29. September 1993 in Rio de Janeiro, Brasilien (Maracanã) \| \| Ergebnis: 2:2 (0:1), 3:1 i. E. \| \| Zuschauer: 45.000 \| \| Schiedsrichter: Francisco Lamolina ( Argentinien) \| | \| 29. September 1993 in Rio de Janeiro, Brasilien (Maracanã) \| \| Ergebnis: 2:2 (0:1), 3:1 i. E. \| \| Zuschauer: 45.000 \| \| Schiedsrichter: Francisco Lamolina ( Argentinien) \|                                                                           | Peñarol Montevideo |
| Botafogo FR                                                | William – Perivaldo, André Santos, Cláudio, Clei (Eliomar), Nélson, Suélio, Aléssio (Marcos Paulo), Marcelo Carioca, Sinval, Eliel Cheftrainer: Carlos Alberto                        | Gerardo Rabajda – Gustavo da Silva, Nelson Gutiérrez, Enrique De Los Santos, Washington Tais, Diego Dorta, José Perdomo (Gustavo Ferreyra), Danilo Baltierra, Pablo Bengoechea, Marcelo Otero (Gustavo Rehermann), Martín Rodríguez Cheftrainer: Gregorio Pérez | Peñarol Montevideo |
| Botafogo FR                                                | 1:1 Eliel (52.) 2:1 Sinval (67.) | 0:1 José Perdomo (35.) 2:2 Marcelo Otero (80.) | Peñarol Montevideo |
| Botafogo FR                                                | Elfmeterschießen | | Peñarol Montevideo |
| Botafogo FR                                                | 0:0 Sinval 1:0 Suélio 2:0 Perivaldo 3:1 André Santos | 0:0 Gustavo Ferreyra 1:0 Nelson Gutiérrez 2:1 Gustavo da Silva 3:1 Enrique De Los Santos | Peñarol Montevideo |
| 29. September 1993 in Rio de Janeiro, Brasilien (Maracanã) | | |                    |
| Ergebnis: 2:2 (0:1), 3:1 i. E.                             | | |                    |
| Zuschauer: 45.000                                          | | |                    |
| Schiedsrichter: Francisco Lamolina ( Argentinien)          | | |                    |